# Съединение (площад в Пловдив)
Вижте пояснителната страница за други значения на Съединение.
Площад „Съединение“ в Пловдив, посветен на Съединението на България, е изграден за 100-годишнината на събитието.
Намира се северно от булевард „Шести септември“, между Археологическия музей, Военния щаб и сградата на  прокуратурата, на няколко преки на запад от Главната преди улицата да достигне до пешеходния мост на река Марица. До площада има подлез под булевард „Шести септември“, известен със същото име.

## История
През 1925 г. в Пловдив се събират доброволчески дружества от цялата страна, които тържествено полагат основния камък на бъдещия паметник на Съединението на Четвъртък пазар, но проектът пропада. Дълги години в западната част на пазара стои бетонният постамент на недостроения паметник. Така Пловдив остава без паметник на Съединението.
До септември 1984 г. усилията на управляващите са съсредоточени върху честването на 40-годишнината от 9 септември 1944 г. Едва в края на ноември същата година е взето решение честването на 100-годишнината на Съединението да стане на национално ниво, като център на тържествата е избран Пловдив. Това налага изграждане на паметник и разполагането му на подходящо място. За такова е избрано пространството на пловдивското тържище – Четвъртък пазара. Взето е партийно решение юбилеят да се отбележи на 19 септември 1985 г.
Така за 9 месеца е преместен пазарът, на негово място е изграден площад с паметник, дело на скулптора Величко Минеков и на архитект Лозан Лозанов. Паметникът е поставен в центъра на площада, който е наречен Съединение. Изграден е най-дългият булевард в Пловдив – булевард „Шести септември“ и е оформен подлез до площада. Завършен е пешеходният мост, наречен също Съединение. Направен е ремонт на булевард „Христо Ботев“ и са завършени други обекти в града.
На 19 септември 1985 г. са открити площадът и паметникът. Партийният и държавен глава Тодор Живков произнася кратко приветствено слово, последвано от подробен доклад на академик Николай Тодоров. Почетният караул развява знамето на Голямоконарската чета. Почетен гост на церемонията е почти стогодишната дъщеря на Захари Стоянов – Захаринка. Финалът е празничен фолклорен концерт на Античния театър.

## Характеристики
Монументът е с размери 12.5 метра и включва фигура на млада жена, вдигнала над главата си лавров венец, олицетворяваща Съединението на България и две величествено разперени крила на птица символизиращи стремежа към единство и поривът на българите за свобода на двете разединени части на страната – Княжество България и Източна Румелия в годините между 1878 и 1885 г. Венецът е символ на постигнатата победа. 

## Музей на Съединението
На площада се намира една от четирите експозиции на Пловдивския исторически музей – „Съединение на България 1885 г.“. Сградата оригинално е построена да помещава Областното събрание на Източна Румелия.
На гърба на сградата на ул. „Петко Каравелов“ се намира паметна плоча на Петко Каравелов.

## Галерия
- Паметник на Съединението

- Площад Съединение
- Регионален исторически музей
- Бизнес център
- Площадът през нощта